# 사바나천산갑
사바나천산갑 또는 땅천산갑(Smutsia temminckii)은 유린목에 속하는 포유류의 일종이다. 템민크천산갑 또는 케이프천산갑으로도 부른다. 사바나천산갑은 아프리카의 사바나에 분포한다. 낮에는 땅 속에서 쉬고 밤에 활동한다. 몸길이는 69-120cm이다.

## 사진

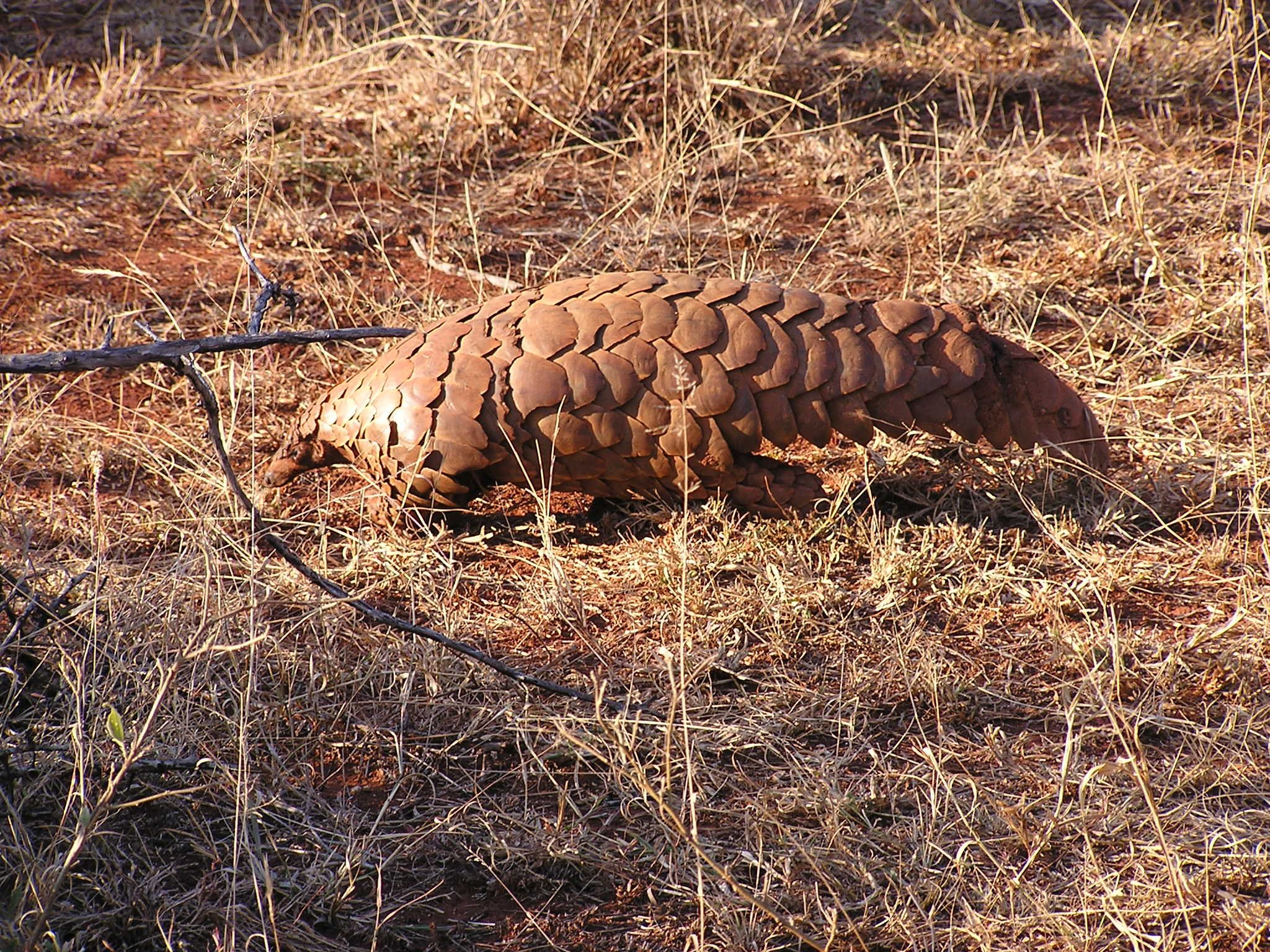
남아프리카 야생의 사바나천산갑.
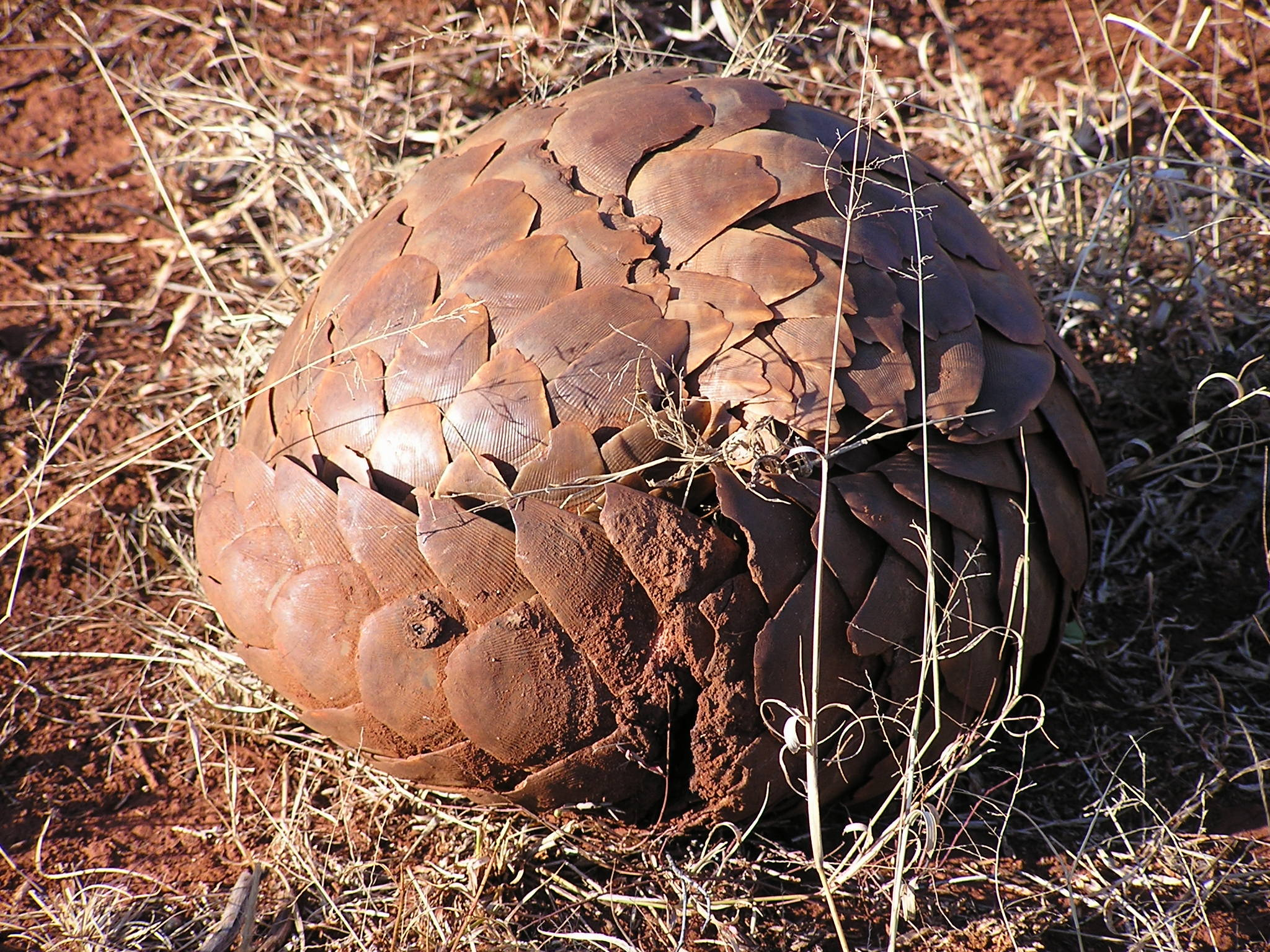
방어 자세의 사바나천산갑.
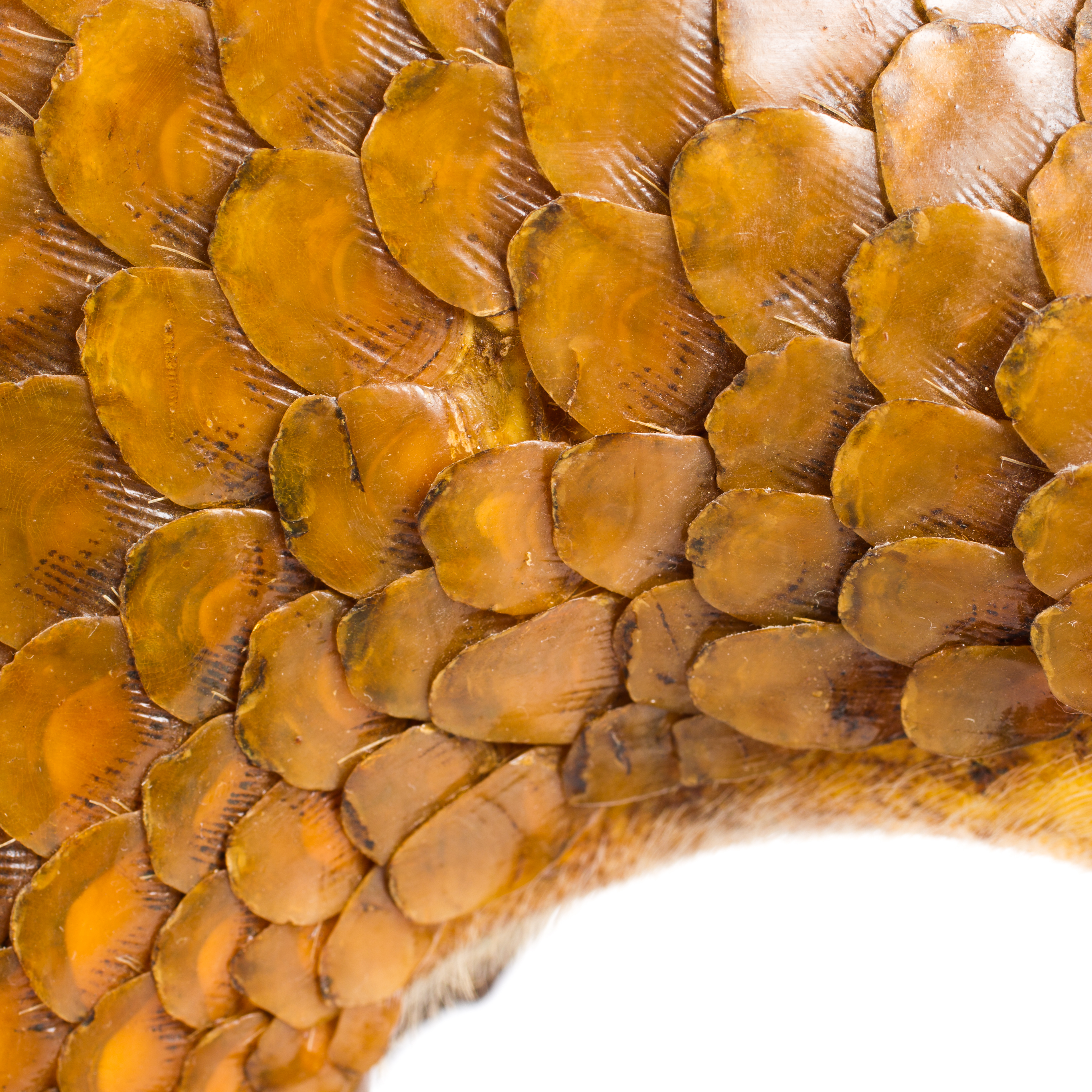
사바나천산갑의 비늘.
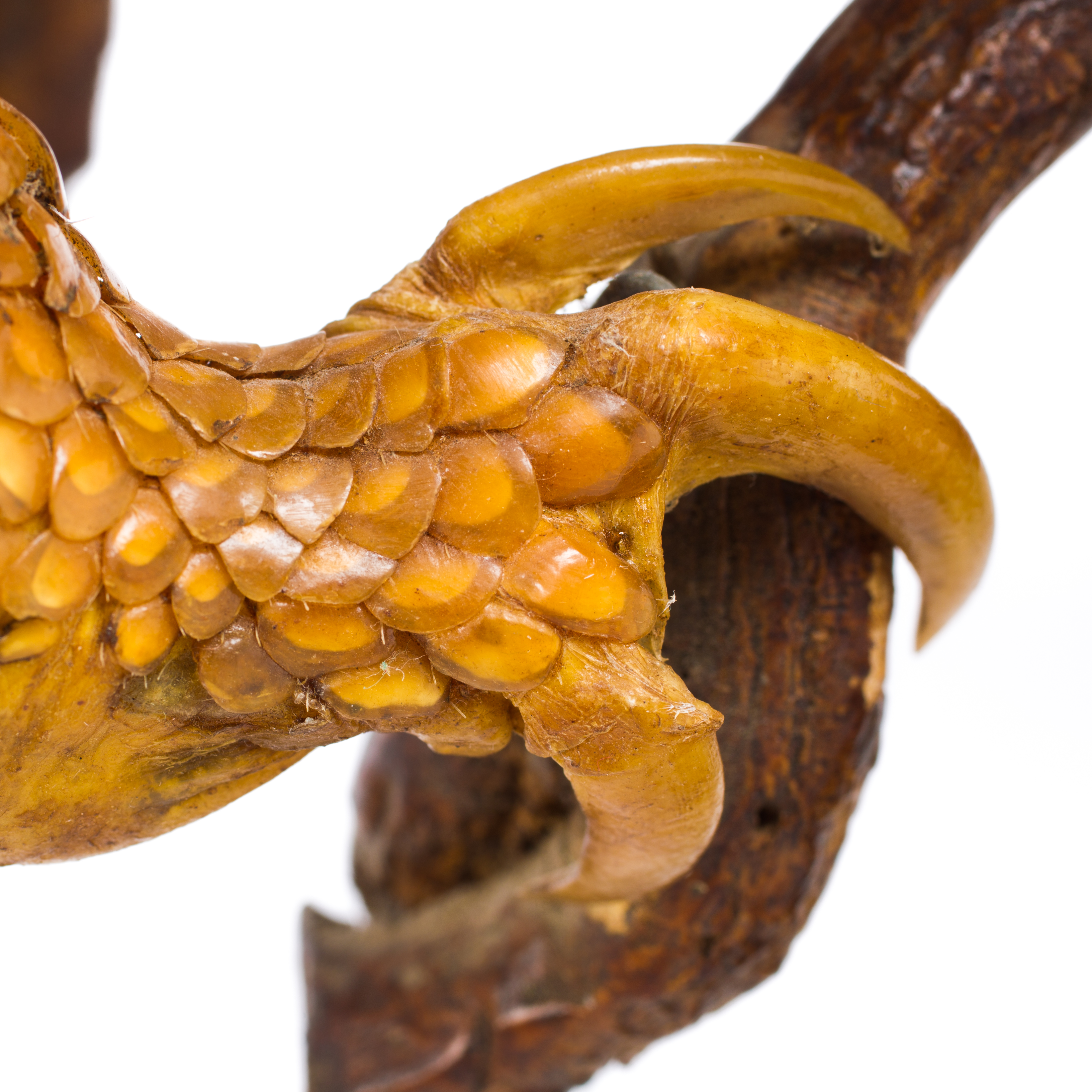
사바나천산갑의 발과 발톱.
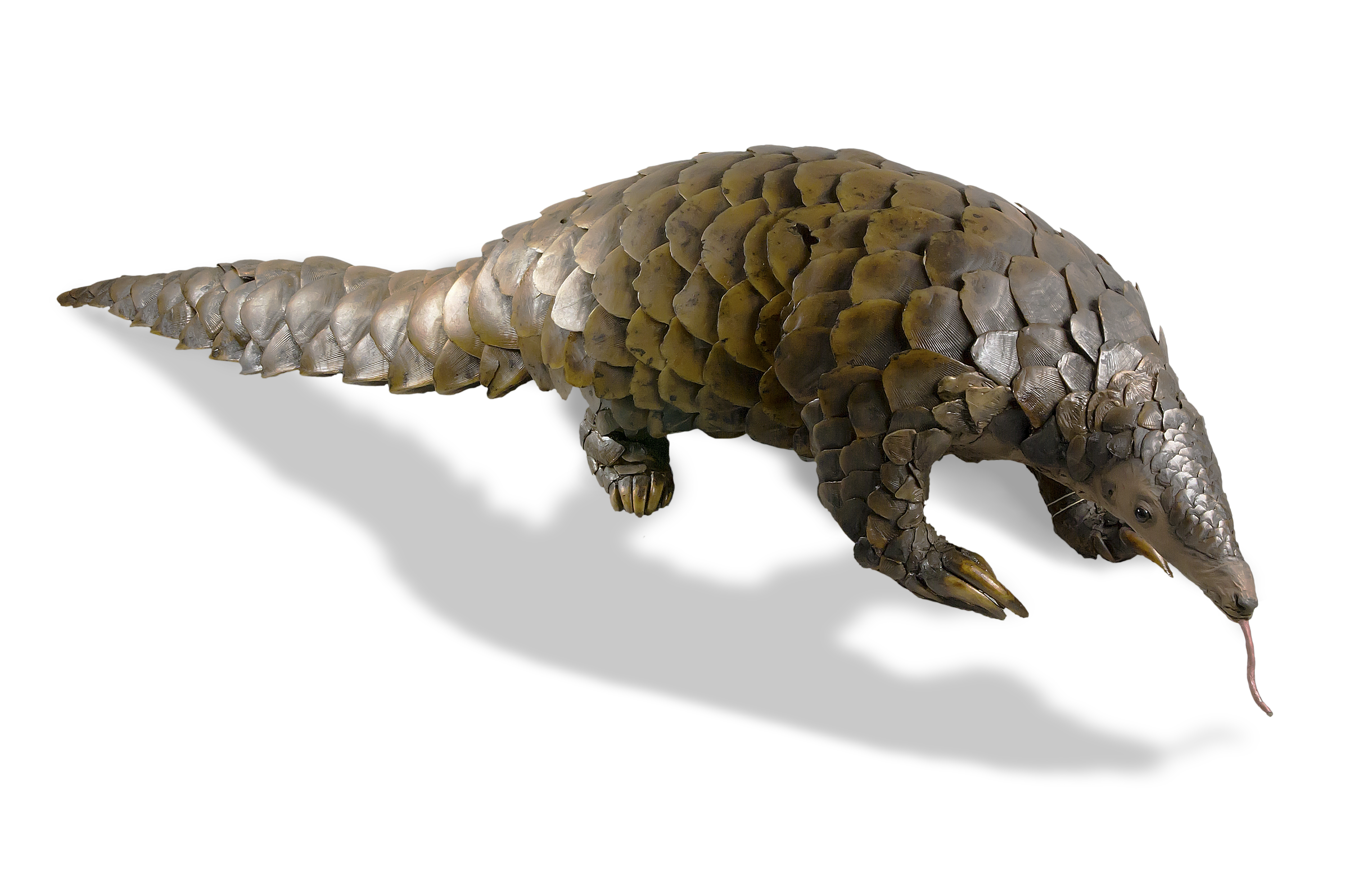